# 尚珀纳尔
尚珀纳尔（法語：Champenard，法語發音：[ʃɑ̃pnaʁ]）是法国厄尔省的一个市镇，属于莱桑德利区。

## 地理
尚珀纳尔（49°6'23"N, 1°20'1"E）面积2.32 平方千米，位于法国诺曼底大区厄尔省，该省份为法国北部内陆省份，北起滨海塞纳省，西接奧恩省和卡爾瓦多斯省，南至厄尔-卢瓦省，东临瓦兹省、瓦兹河谷省和伊夫林省。
与尚珀纳尔接壤的市镇（或旧市镇、城区）包括：欧特伊-欧图耶、圣欧班叙加永、韦尔农附近圣科隆布。

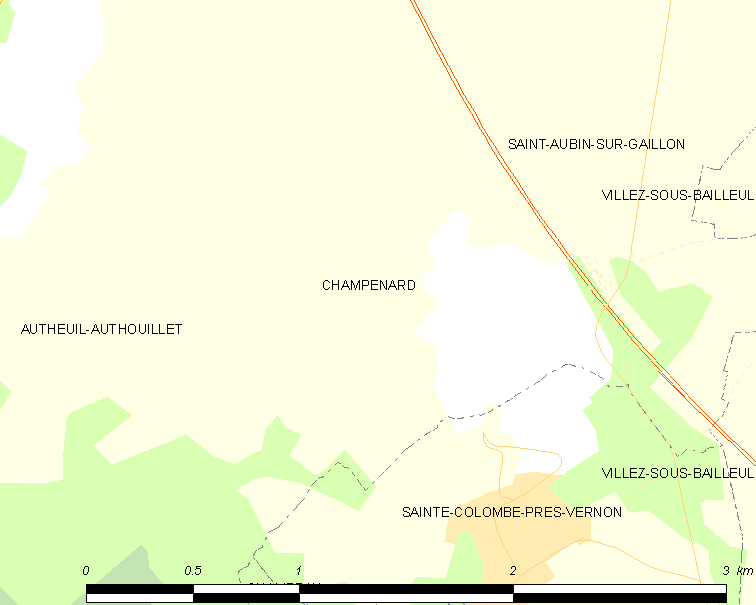
尚珀纳尔的OSM定位图

尚珀纳尔的时区为UTC+01:00、UTC+02:00（夏令时）。

## 行政
尚珀纳尔的邮政编码为27600，INSEE市镇编码为27142。

## 政治
尚珀纳尔所属的省级选区为加永县。

## 人口

1962-2008年间尚珀纳尔人口变化图示

尚珀纳尔于2022年1月1日时的人口数量为304人。